# Пљашов (Телеорман)
Пљашов (рум. Pleașov) насеље је у Румунији у округу Телеорман у општини Саелеле. Oпштина се налази на надморској висини од 36 m.

## Становништво
Према подацима из 2002. године у насељу је живело 1027 становника, од којих су сви румунске националности.